# Бела (Нове Замки)
Бела (слч. Belá, мађ. Béla) насељено је мјесто са административним статусом сеоске општине (слч. obec) у округу Нове Замки, у Њитранском крају, Словачка Република.

## Становништво
| Година:    | 1994. | 2004.   | 2014.    | 2024. |
| ---------- | ----- | ------- | -------- | ----- |
| Број људи: | 424   | 413     | 350      | 315   |
| Разлика:   |       | -2,59 % | -15,25 % | -10 % |

| Година:    | 2023. | 2024.   |
| ---------- | ----- | ------- |
| Број људи: | 319   | 315     |
| Разлика:   |       | -1,25 % |

Према подацима о броју становника из 2011. године насеље је имало 375 становника.